# Ralph Truman
Ralph du Vergier Truman (Londra, 7 maggio 1900 – Ipswich, 15 ottobre 1977) è stato un attore britannico.

## Biografia
Interprete di numerosi personaggi malvagi oppure autorevoli, possedeva una voce particolare.
Dopo gli studi al Royal College of Music, dal 1925 lavorò regolarmente alla radio, partecipando, per tutta la durata della sua carriera, a circa 5000 trasmissioni.
Recitò in diversi film, tra i quali Quo vadis (1951), interpretando il politico e militare romano, prefetto del pretorio, Gaio Ofonio Tigellino,  l'araldo francese Mountjoy nel film Enrico V (1944), per la regia di Laurence Olivier, il malvagio Monks nel film Le avventure di Oliver Twist (1948), per la regia di David Lean, il personaggio di George Merry nel film di Walt Disney L'isola del tesoro (1950), e l'ispettore Buchanan nel film L'uomo che sapeva troppo (1956) di Alfred Hitchcock. Apparve anche in episodi di diverse serie TV britanniche, tra cui Gioco pericoloso.
Morì il 15 ottobre 1977 a Ipswich, Suffolk, a 77 anni.

## Filmografia
- City of Song, regia di Carmine Gallone (1931)
- The Bells, regia di Harcourt Templeman, Oscar Friedrich Werndorff (1931)
- The Shadow, regia di Colbert Clark e Albert Herman (1933)
- The Perfect Flaw, regia di Manning Haynes (1934)
- Lieut. Daring R.N., regia di Reginald Denham (1935)
- D'Ye Ken John Peel?, regia di Henry Edwards (1935)
- The Lad, regia di Henry Edwards (1935)
- Three Witnesses, regia di Leslie S. Hiscott (1935)
- That's My Uncle, regia di George Pearson (1935)
- The Case of Gabriel Perry, regia di Albert de Courville (1935)
- The Silent Passenger, regia di Reginald Denham (1935)
- Jubilee Window, regia di George Pearson (1935)
- Father O'Flynn, regia di Wilfred Noy (1935)
- Late Extra, regia di Albert Parker (1935)
- Captain Bill, regia di Ralph Ceder (1936)
- Mr. Cohen Takes a Walk, regia di William Beaudine (1935)
- Il cerchio rosso (The Crimson Circle), regia di George Ridgwell (1936)
- The Marriage of Corbal, regia di Karl Grune (1936)
- The Gay Adventure, regia di Sinclair Hill (1936)
- East Meets West, regia di Herbert Mason (1936)
- Elisabetta d'Inghilterra (Fire Over England), regia di William K. Howard (1937)
- Secret Lives, regia di Edmond T. Gréville (1937)
- The Lilac Domino, regia di Frederic Zelnik (1937)
- Il manto rosso (Under The Red Robe), regia di Victor Sjöström (1937)
- Sherlock Holmes alle corse (Silver Blaze), regia di Thomas Bentley (1937)
- Change for a Sovereign, regia di Maurice Elvey  (1937)
- Pranzo al Ritz (Dinner at the Ritz), regia di Harold D. Schuster (1937)
- It's a Grand Old World, regia di Herbert Smith (1937)
- South Riding, regia di Victor Saville (1938)
- Il principe Azim (The Drum), regia di Zoltán Korda (1938)
- The Challenge, regia di Milton Rosmer (1938)
- Many Tanks Mr. Atkins, regia di Roy William Neill (1938)
- Life of St. Paul, regia di Norman Walker (1938)
- Salverò tua figlia (The Outsider), regia di Paul L. Stein (1939)
- Black Eyes, regia di Herbert Brenon (1939)
- The Saint in London, regia di John Paddy Carstairs (1939)
- Just Like a Woman, regia di Paul L. Stein (1939)
- The Seventh Survivor, regia di Leslie S. Hiscott (1942)
- Sabotage at Sea, regia di Leslie S. Hiscott (1942)
- The Butler's Dilemma, regia di Leslie S. Hiscott(1943)
- Enrico V (The Chronicle History of King Henry the Fifth with His Battell Fought at Agincourt in France), regia di Laurence Olivier (1944)
- Lisbon Story, regia di Gerald Moss (1946)
- Felicità proibita (Beware of Pity), regia di Maurice Elvey (1946)
- Il cavaliere in nero (The Laughing Lady), regia di Paul L. Stein (1946)
- Woman to Woman, regia di Maclean Rogers (1947)
- Dusty Bates, regia di Darrell Catling (1947)
- Mrs. Fitzherbert, regia di Montgomery Tully (1947)
- Le avventure di Oliver Twist (Oliver Twist), regia di David Lean (1948)
- Mr. Perrin and Mr. Traill, regia di Lawrence Huntington (1948)
- Eureka Stockade, regia di Harry Watt (1949)
- Cristoforo Colombo (Christopher Columbus), regia di David MacDonald (1949)
- The Interrupted Journey, regia di Daniel Birt (1949)
- Incontro a sorpresa (The Reluctant Widow), regia di Bernard Knowles (1950)
- L'isola del tesoro (Treasure Island), regia di Byron Haskin (1950)
- Quo vadis, regia di Mervyn LeRoy (1951)
- La carrozza d'oro (La Carrosse d'or), regia di Jean Renoir (1952)
- Una storia di guerra (Malta Story), regia di Brian Desmond Hurst (1953)
- Il principe di Scozia (The Master of Ballantrae), regia di William Keighley (1953)
- I cavalieri della Tavola Rotonda (Knights of the Round Table), regia di Richard Thorpe (1953)
- Lord Brummell (Beau Brummell), regia di Curtis Bernhardt (1954)
- La scogliera della morte (The Night My Number Came Up), regia di Leslie Norman (1955)
- L'ultima vendetta (The Ship That Died of Shame), regia di Basil Dearden (1955)
- Tons of Trouble, regia di Leslie S. Hiscott (1956)
- La tenda nera (The Black Tent), regia di Brian Desmond Hurst (1956)
- L'uomo che sapeva troppo (The Man Who Knew Too Much), regia di Alfred Hitchcock (1956)
- Amare per uccidere (Wicked as They Come), regia di Ken Hughes (1956)
- La lunga mano (The Long Arm), regia di Charles Frend (1956)
- La volpe di Londra (The Silken Affair), regia di Roy Kellino (1956)
- The Good Companions, regia di J. Lee Thompson (1957)
- Fuoco sullo Yangtse (Yangtse Incident: The Story of H.M.S. Amethyst), regia di Michael Anderson (1957)
- The Spaniard's Curse, regia di Ralph Kemplen (1958)
- Sentenza che scotta (Beyond This Place), regia di Jack Cardiff (1959)
- Ben-Hur, regia di William Wyler (1959)
- Sotto dieci bandiere, regia di Duilio Coletti (1960)
- Exodus, regia di Otto Preminger (1960)
- El Cid, regia di Anthony Mann (1961)
- Nicola e Alessandra (Nicholas and Alexandra), regia di Franklin Schaffner (1971)
- Peccato d'amore (Lady Caroline Lamb), regia di Robert Bolt (1972)